# سد وادي العرب
سد وادي العرب سد مائي يقع في اربد في شمال المملكة الأردنية الهاشمية، وتحديدا في لواء الاغوار الشمالية اقصى الشمال الغربي للأردن على الحدود مع فلسطين. السد من النوع الركامي الصخري وتبلغ سعته التخزينية نحو 20 مليون م3. يستعمل للري ومياه الشرب،انشئ عام 1986 بكلفة تقدر بـحوالي 20 مليون دينار أردني.

## تاريخه
يعود تاريخ سد وادي العرب في الأردن إلى فترة الانتداب البريطاني على فلسطين والأردن في العشرينيات من القرن الماضي. تم بناء السد لتوفير المياه للزراعة والاستخدامات الأخرى في المنطقة، وكان جزءًا من مشروع تنمية موارد المياه في الأردن.
تم الانتهاء من بناء سد وادي العرب في عام 1952، وهو . يبلغ ارتفاع السد حوالي 34 مترًا وطوله يبلغ حوالي 240 مترًا. يعتبر السد جزءًا من مشروع استصلاح الأراضي الزراعية في الأردن وكان له دور هام في توفير المياه اللازمة للزراعة والاستخدامات البشرية الأخرى في المنطقة المحيطة. شهد سد وادي العرب العديد من التحسينات والتطويرات لتعزيز كفاءته واستدامته. ويعتبر السد اليوم جزءًا مهمًا من البنية التحتية للمياه في الأردن، ويسهم في توفير المياه العذبة للمزارع والمجتمعات المحلية في المنطقة.
عام 2020 تم افتتاح مشروع جرّ مياه وادي العرب لتحسين التزويد المائي لمحافظة إربد (ألوية قصبة إربد وبني عبيد والطيبة وبعض المناطق في لواء بني كنانة)، بطاقته إنتاجية سنوية تقدر بحوالي 30 مليون م3 قابلة للزيادة إلى 45 مليون م3. 

## التصميم
يحتوي جسم السد على نفق مزود بأجهزة مراقبة للسد خلال التعبئة والتفريغ وكذلك يستخدم لأغراض الصيانة المختلفة عند الحاجة ويستخدم كذلك لتشغيل مأخذ السد السفلي و صمامات إسالة المياه ويحتوي موقع السد أيضا على طرق خدمات ومكاتب وسكن لإدارة وكادر تشغيل السد.

## الاهمية
يعمل السد على ري (12500) دونم من أراضي الأغوار الشمالية إضافة إلى استخدام مياهه للشرب عن طريق قناة الملك عبد الله بواقع (10) م.م3 صيفا وكذلك يعمل على توليد الطاقة الكهربائية بقدرة (370) كيلو واط/ساعة.
تمتد أهمية سد وادي العرب إلى الجوانب الاجتماعية والبيئية، حيث يشكل محطة للسياحة البيئية والرياضية، ويعزز من فرص الترفيه والاستجمام في المنطقة. بالإضافة إلى ذلك يعمل السد على تحقيق التوازن البيئي من خلال تنظيم تدفق المياه والحد من التسرب والفيضانات.

### الزراعة
- دعم القطاع الزراعي في المنطقة. حيث يُمكن المزارعين من زيادة مساحات الأراضي المزروعة [2]
- الري الزراعي بشكل فعال ومستدام، مما يزيد من إنتاجية المحاصيل ويحسن جودتها ويُسهم في تنويع المحاصيل المزروعة.

### الصناعة
- توفير مياه السد يعزز القدرة على تطوير الصناعات المحلية وزيادة الإنتاجية في القطاع الصناعي.[2]
- استخدام مياه السد في الصناعات التحويلية مثل التصنيع والتعدين والصناعات الغذائية، مما يُعزز من نمو الاقتصاد المحلي وايجاد فرص عمل جديدة.

### السياحة
- يمكن استخدام بحيرة السد كموقع للترفيه والسياحة البيئية وممارسة الأنشطة المائية مثل القوارب وصيد الأسماك من المزارع .
- توفير المياه يعزز أيضًا فرص التنمية السياحية في المنطقة المحيطة بالسد، بما في ذلك تطوير المنتجعات السياحية والمناطق الترفيهية.

## الروافد
- المياه الداخلة عن طريق الأودية الجانبية (وادي العرب، وادي زحر).
- مياه الضخ من قناة الملك عبد الله الشرقية في منطقة الاغوار.

## انظر ايضا
- قائمة سدود الأردن

## روابط خارجية
- وزارة المياه والري